# Christian Rabjerg Madsen
Christian Rabjerg Madsen, né le 24 mars 1986 à Silkeborg (Danemark), est un homme politique danois, membre du parti Social-démocratie (SD).

## Biographie
Christian Rabjerg Madsen est diplômé en sciences politiques à l'université d'Aarhus en 2012. Il travaille ensuite comme consultant, notamment pour la ville de Varde à partir de 2013.
Engagé au sein de la Social-démocratie, il dirige la campagne de Nicolai Wammen pour les élections législatives de septembre 2011, lors desquelles il est également candidat. Il n'est toutefois pas élu, devenant seulement deuxième suppléant social-démocrate dans sa circonscription.
Il est de nouveau candidat lors des élections législatives de 2015, où il remporte cette fois-ci un siège au Folketing. En août 2016, il devient le porte-parole de son groupe parlementaire pour la politique environnementale.
Il est réélu lors des élections législatives de 2019. Il devient alors porte-parole de son groupe pour les finances. En février 2022, il est choisi pour être le porte-parole politique de son groupe parlementaire.
Le 2 mai 2022, il est nommé ministre de l'Intérieur et du Logement dans le gouvernement de Mette Frederiksen. Il est réélu lors des élections législatives de 2022. Il n'est pas reconduit dans ses fonctions dans le gouvernement formé par Mette Frederiksen le 15 décembre après le scrutin, et retrouve alors son rôle de porte-parole politique du groupe social-démocrate.